# Thomas Johann Gottfried Entz

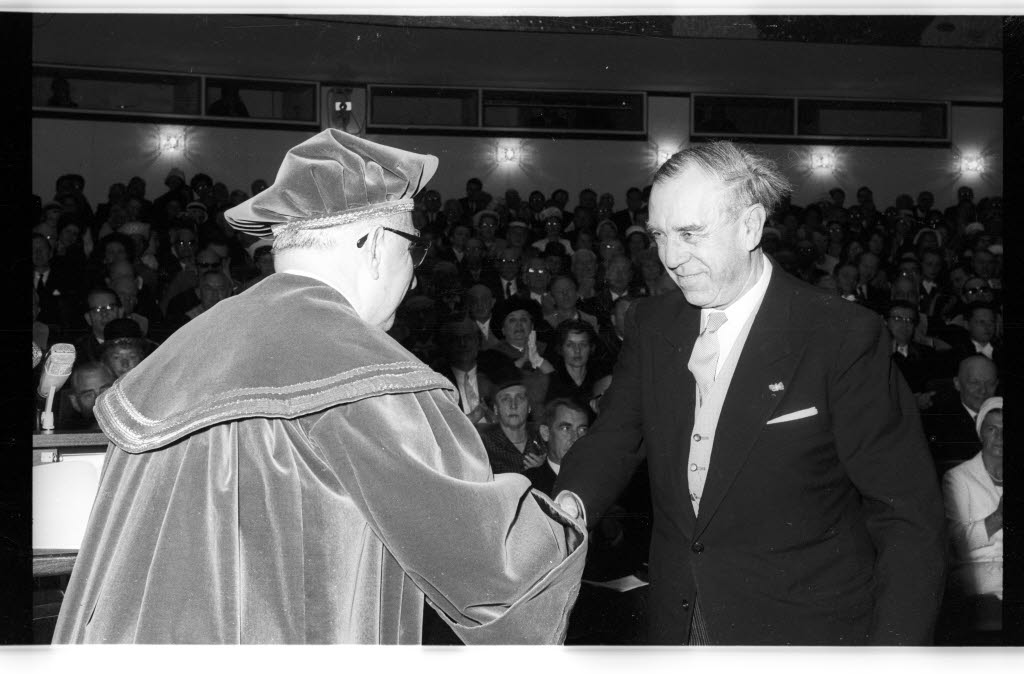
Thomas Entz- von Zerssen (re.) bei der Verleihung der Ehrenbürgerschaft durch Wolfgang Bargmann (1965)

Thomas Johann Gottfried Entz, später Entz-von Zerssen, (* 22. Oktober 1899 in Rendsburg; † 4. April 1970 ebenda) war ein deutscher Reeder und Kaufmann.

## Leben und Wirken als Unternehmer
Thomas Johann Gottfried Entz war ein Sohn des Kaufmanns Paul Entz und dessen Ehefrau Bertha, geborene Hollesen (* 23. August 1839 in Emaus nahe Danzig; † 4. Mai 1908 in Langfuhr). Er hatte vier Schwestern. Nach einem Besuch des Königlichen Gymnasiums in Rendsburg legte er im Juni 1917 das Kriegsabitur ab. Zwei Tage später schloss er sich als Kanonier dem Feldartillerie-Regiment Nr. 9 an, das in Itzehoe stationiert war.
Nach dem Ende des Ersten Weltkriegs erhielt er eine kaufmännische Ausbildung bei der Reederei Schulte & Bruns in Emden. Er lebte anderthalb Jahre in Göteborg und arbeitete als Direktor einer kleinen Spedition, danach für ein Jahr für die Firma Chr. Salvesen & Co. im schottischen Leith. Anschließend studierte er zwei Semester an der Handelshochschule München. Ab 1924 arbeitete er für Zerssen & Co., die sein Vater leitete.
Am 11. April 1928 heiratete Entz Elisabeth Sieh (* 10. Januar 1906 in Flensburg), mit der er einen Sohn und eine Tochter hatte. Nach dem Tod seines Vaters im Jahr 1936 führte er als alleiniger Inhaber das Unternehmen weiter. Zerssen & Co. hatte zahlreiche Sparten, von denen sich Entz insbesondere für Reedereien interessierte. Er schaffte mit der „Glückauf“ einen ersten Frachtdampfer an und erwarb bis zum Beginn des Zweiten Weltkriegs drei weitere Schiffe.
Der Weltkrieg bereitete Entz und seinem Unternehmen große Probleme. Er selbst leistete bis 1945 Kriegsdienst. Bei seiner Rückkehr war die Wirtschaft der Region nahezu komplett zerstört. Da seine Frau am 11. April 1945 in Rendsburg verstorben war, war er bei der Heimkehr Witwer. Seine Reederei besaß noch drei Schiffen, von denen die Siegermächte zwei konfiszierten. 
Am 22. Oktober 1947 heiratete Enz Margot Oeffner, verwitwete Fürsen, (* 3. Februar 1915 in Hamburg). Gemeinsam mit der Reederei von Harald Schuldt aus Hamburg richtete er 1948 eine erste Route durch das Mittelmeer ein. Als Schiff setzten sie die „Hörnum“ mit einer Tonnage von 2350 ton ein. Bis 1960 erwarb oder baute Chr. Salvesen & Co. in Summe elf Schiffe, die auf der Route zum Einsatz kamen. Alle Fahrzeuge trugen den Namen existierender oder untergegangener Orte der Insel Sylt.
1950 erwarb Entz die „Elisabeth Entz“ (14.500 ton). Sie bildete den Anfang der Thomas Entz Tanker GmbH. Elf Jahre später ersetzte er das Schiff durch einen gleichnamigen Neubau (36.000 ton). Gemeinsam mit der „Hörnum“ galten die drei Schiffe zum Zeitpunkt des Stapellaufs als die größten Schiffe unter deutscher Flagge. Entz ließ zwei weitere Schiffe bauen, die über 75.000 ton fassen konnten. Zwischenzeitlich konnte er mehr als 100.000 ton befördern.
Als geschicktem Unternehmensführer gelang es Entz, auch andere Sparten, darunter Schiffsausrüstung, Maklerei oder den Handel mit Baustoffen, Schrott, Kohle und Öl erfolgreich auszubauen. Bis 1957, als die Pamir unterging, war er Korrespondenzreeder für dieses Schiff sowie die Passat.
Anlässlich des 125-jährigen Jubiläums von Zerssen & Co. erlaubte der Innenminister von Schleswig-Holstein Thomas Johann Gottfried Entz, ab sofort den Namenszusatz „von Zerssen“ tragen zu dürfen. Die Umbenennung erfolgte auf Wunsch der Familie von Zerssen.

## Ehrenamtliches Engagement
Entz engagierte sich in vielen Gremien und galt als verdienter Unterstützer der deutschen Seefahrt und des wirtschaftlichen Wiederaufbaus der Region. Seit 1947 gehörte er dem Außenhandels-Beirat an. Er amtierte viele Jahre als Vizepräsident der Kieler Industrie- und Handelskammer. Von 1958 bis 1959 engagierte er sich als Präsident des Verbandes Deutscher Reeder, dessen Präsidium er bis 1967 angehörte.
Entz unterstützte die Arbeit der Deutschen Seemannsmission und beteiligte sich als Vizepräsident an der Baltic and Maritime Conference. Die ehrenamtliche Tätigkeit in dieser Reederorgansation, die seinerzeit als die wichtigste internationale Vereinigung von Reedern galt, war ihm besonders wichtig. Er erhielt einen Ruf zum ersten Präsidenten der Vereinigung, den er aufgrund einer schwerwiegenden Erkrankung jedoch ablehnte.
Für viele Jahre übernahm Entz darüber hinaus die Präsidentschaft der schleswig-holsteinischen Universitätsgesellschaft.

## Wirken als Mäzen
Erntz förderte insbesondere junge Künstler und spendierte ihnen Fahrten auf seinen Schiffen, die in das Mittelmeer fuhren. Daher war er in der Region und unter Kunstschaffenden als „Reeder der Maler“ bekannt. Mit seinen Schiffen fuhren unter anderem Uwe Bangert, Paul Buddy, Albert Johannsen, Carl Lambertz, Arndt Georg Nissen, Hans Rickers, Willy Graba, Fritz Hensel, Tom Hops, Rudolf Klein, Alfred Mahlau, Graf Merveldt, Wilhelm Petersen, Horst Skodlerak und Otto Thämer. Fritz Fuglsang reiste mit Entz' Unterstützung nach Konstantinopel. Hier forschte er zu Melchior Lorck, was ihm besonders viel bedeutet hatte.

## Wirken als Konsul
Bereits sein Urgroßvater Johann Christian von Zerssen hatte 1853 das niederländische Konsulat für den Bereich des Nord-Ostsee-Kanals übernommen und es 1899 an Paul Entz übergeben. 1929 bekam Thomas Johann Gottfried Entz diese Aufgabe. 1930 wurde er zusätzlich schwedischer Konsul für den Kanalbereich.

## Ehrungen
Für seine Leistungen erhielt Entz mehrere Auszeichnungen:
- Die Bundesrepublik verlieh ihm das Große Verdienstkreuz des Bundesverdienstordens.
- Von der holländischen Regierung erhielt er das Offizierskreuz des königlich niederländischen Ordens von Oranje-Nassau.
- Die schwedische Regierung ehrte ihn für seinen Einsatz um die Verständigung zwischen Deutschen und Schweden mit dem Kommandeurkreuz des Wasa-Ordens.
- Die Kieler Universität ernannte ihn aufgrund seines Wirkens in der Universitätsgesellschaft zum Ehrenbürger.